# 木里多色杜鹃
木里多色杜鹃（学名：Rhododendron rupicola var. muliense）为杜鹃花科杜鹃花属下的一个变种。

## 扩展阅读
- 維基物種上的相關：木里多色杜鹃